# Cara bonita
Cara bonita é uma telenovela argentina produzida e exibida pela Telefe em 1994.

## Elenco
- Catherine Fulop - Nené
- Fernando Carrillo - Iván Manteloni
- Alfonso De Grazia - Gervasio Manteloni
- Juan Manuel Tenuta